# Kazuo Misaki
Kazuo Misaki (Omigawa, 25 aprile 1976) è un ex lottatore di arti marziali miste ed ex judoka giapponese.
Ha combattuto nelle categorie dei pesi medi e dei pesi welter per alcune delle maggiori organizzazioni di MMA, tra le quali Pride, Strikeforce, Pancrase e World Victory Road.
Nel 2006 ha vinto il torneo Pride 2006 Welterweight Grand Prix, l'ultimo dei tornei organizzati dalla prestigiosa Pride, e nel corso della sua carriera è stato un contendente al titolo dei pesi medi Pancrase e World Victory Road Sengoku.
In carriera può vantare importanti vittorie su atleti di livello come Dan Henderson, Denis Kang, Siyar Bahadurzada e Paul Daley.

## Carriera nelle arti marziali miste

### Pancrase
Kazuo Misaki nasce nel 1976 a Omigawa, città della prefettura di Chiba che successivamente verrà incorporata nella città di Katori.
Con un buon background da judoka Misaki fa il suo esordio nel mondo delle arti marziali miste nel 2001 entrando nell'organizzazione Pancrase, federazione che diede origine ai canoni moderni dello sport delle MMA.
L'anno d'esordio è ottimo e combatte ben sei incontri vincendo i primi cinque, e perdendo solamente ai punti contro il futuro campione Cage Rage Chris Lytle.
Nel 2002 sconfigge Ryuki Ueyama ai punti, ma perde contro la futura stella dell'UFC Nate Marquardt a causa di una prematura frattura del braccio.
Prosegue inanellando risultati positivi, principalmente contro connazionali, fino alla sconfitta patita per mano del futuro lottatore UFC Ricardo Almeida, anche questa volta per decisione dei giudici di gara.
Nel 2003 combatte anche contro Jake Shields, lottatore che negli anni a seguire si metterà in luce come uno dei più forti lottatori tra le categorie dei pesi welter e pesi medi grazie alle vittorie conseguite nelle organizzazioni Shooto, Rumble on the Rock, EliteXC e Strikeforce: l'incontro terminò in parità.
Nel 2004 Misaki mette KO il campione in carica di categoria Kiuma Kunioku in un incontro non valido per il titolo; sconfigge anche l'ex contendente alla cintura dei pesi welter UFC Jorge Patino nel suo primo incontro per l'organizzazione Pride e sottomette il futuro veterano UFC Ed Herman.
Ottiene di diritto la possibilità di sfidare il campione dei pesi medi Pancrase Nate Marquardt per il titolo, sfida che ovviamente è una rivincita per Misaki, ma il giapponese perde ancora una volta ai punti.

### Pride Fighting Championships
Misaki passa definitivamente alla Pride nel 2005 con un record personale di 14-4-2.
Nel primo incontro perde ai punti contro l'esperto di jiu jitsu brasiliano Daniel Acácio.
L'anno che consacra Misaki nel mondo delle MMA è il 2006, che si apre con la vittoria nell'organizzazione DEEP per sottomissione contro l'esperto wrestler Akira Shoji.
Successivamente in Pride affronta Dan Henderson, fuoriclasse della lotta libera che negli anni a seguire si dimostrerà uno dei lottatori di arti marziali miste più forti degli anni 2000 e 2010: anche questa volta Misaki venne sconfitto ai punti.
È però l'anno nel quale Misaki prende parte al torneo ad eliminazione diretta Pride 2006 Welterweight Grand Prix per coronare il peso welter più forte del mondo: al torneo presero parte tra gli altri Dan Henderson, Paulo Filho, Akihiro Gono, Hector Lombard, Gegard Mousasi e Murilo Bustamante.
Nel primo turno del torneo Misaki sconfigge l'ex lottatore UFC Phil Baroni.
Nei quarti di finale riesce a prendersi la sua rivincita personale su Dan Henderson, battendolo ai punti per decisione unanime.
In semifinale si confronta con il futuro campione WEC Paulo Filho, e sul finire del primo round Misaki è costretto a fare tap-out sull'armbar portato dal brasiliano; nonostante la sconfitta Filho non poté continuare il torneo a causa degli infortuni patiti nel match contro Misaki, e quindi fu proprio il giapponese ad avanzare in finale.
Il match decisivo fu contro il canadese Denis Kang,lottatore che vantava quasi 40 incontri da professionista alle spalle: Misaki vinse per pochissimi punti, divenendo l'ultimo campione di un torneo Pride, in quanto l'anno successivo l'organizzazione venne rilevata dalla Zuffa e chiusa definitivamente.
Misaki fece in tempo a combattere un ulteriore incontro con l'organizzazione, perdendo contro l'ex contendente al titolo dei pesi welter UFC Frank Trigg; fu anche il primo incontro di Misaki fuori dal Giappone e negli Stati Uniti.

### WVR Sengoku e Strikeforce
Dopo la dissoluzione della Pride Misaki prese parte al singolo evento Yarennoka!, dove combatté contro l'altro judoka Yoshihiro Akiyama: l'incontro terminò in un No Contest, in quanto Misaki mise KO Akiyama con un calcio non lecito sull'avversario a terra.
Dal 2008 Misaki iniziò a combattere contemporaneamente nella federazione nipponica World Victory Road e in quella statunitense Strikeforce, mettendo subito a segno due vittorie nella WVR contro Siyar Bahadurzada e Logan Clark e un KO nella Strikeforce ai danni dell'ex campione WEC Joe Riggs.
Nel 2009 poté combattere per il vacante titolo dei pesi medi World Victory Road Sengoku contro l'ex campione Strikeforce Jorge Santiago: Misaki venne sconfitto per sottomissione nel quinto round.
Continuò a combattere molti incontri nella WVR, sconfiggendo il judoka Kazuhiro Nakamura per sottomissione e perdendo contro il forte striker Melvin Manhoef per KO e ancora una volta contro Jorge Santiago, sempre per il titolo di categoria.
Nel 2012 riprese a lottare nella Strikeforce, sconfiggendo ai punti il temibile kickboxer Paul Daley, uno dei più forti nello striking in quegli anni.
Il 22 dicembre 2012 combatte il suo ultimo incontro, nella fattispecie un match di kickboxing contro il compagno di squadra e amico Akihiro Gono all'evento Deep: Haleo Impact, evento durante il quale con commozione annunciò il suo ritiro dal mondo del combattimento.

### Risultati nelle arti marziali miste
| Risultato  | Record      | Avversario        | Metodo                               | Evento                                             | Data              | Round | Tempo | Città                      | Note                                                 |
| ---------- | ----------- | ----------------- | ------------------------------------ | -------------------------------------------------- | ----------------- | ----- | ----- | -------------------------- | ---------------------------------------------------- |
| Vittoria   | 25–11-2 (1) | Paul Daley        | Decisione (non unanime)              | Strikeforce: Tate vs. Rousey                       | 3 marzo 2012      | 3     | 5:00  | Columbus, Stati Uniti      | Passa ai Pesi Welter                                 |
| Vittoria   | 24–11-2 (1) | Akira Shoji       | KO Tecnico (pugni)                   | DEEP 53 Impact                                     | 22 aprile 2011    | 2     | 1:13  | Tokyo, Giappone            |                                                      |
| Vittoria   | 23–11-2 (1) | Mike Seal         | KO Tecnico (pugni)                   | World Victory Road Presents: Soul of Fight         | 30 dicembre 2010  | 1     | 1:15  | Tokyo, Giappone            |                                                      |
| Sconfitta  | 22–11-2 (1) | Jorge Santiago    | KO Tecnico (stop dall'angolo)        | World Victory Road Presents: Sengoku 14            | 22 agosto 2010    | 5     | 4:30  | Tokyo, Giappone            | Per il titolo dei Pesi Medi WVR Sengoku              |
| Sconfitta  | 22–10-2 (1) | Melvin Manhoef    | KO Tecnico (pugni)                   | Dynamite!! 2009                                    | 31 dicembre 2009  | 1     | 1:49  | Saitama, Giappone          |                                                      |
| Vittoria   | 22–9-2 (1)  | Kazuhiro Nakamura | Sottomissione (ghigliottina)         | World Victory Road Presents: Sengoku 9             | 2 agosto 2009     | 1     | 3:03  | Saitama, Giappone          |                                                      |
| Sconfitta  | 21–9-2 (1)  | Jorge Santiago    | Sottomissione (rear naked choke)     | World Victory Road Presents: Sengoku no Ran 2009   | 4 gennaio 2009    | 5     | 3:26  | Saitama, Giappone          | Per il titolo dei Pesi Medi WVR Sengoku              |
| Vittoria   | 21–8-2 (1)  | Joe Riggs         | KO Tecnico (pugni)                   | Strikeforce: At The Mansion II                     | 20 settembre 2008 | 2     | 2:29  | Beverly Hills, Stati Uniti | Debutto in Strikeforce                               |
| Vittoria   | 20–8-2 (1)  | Logan Clark       | Decisione (unanime)                  | World Victory Road Presents: Sengoku 3             | 8 giugno 2008     | 3     | 5:00  | Saitama, Giappone          |                                                      |
| Vittoria   | 19–8-2 (1)  | Siyar Bahadurzada | Sottomissione (ghigliottina)         | World Victory Road Presents: Sengoku 1             | 5 marzo 2008      | 2     | 2:02  | Tokyo, Giappone            | Debutto in WVR                                       |
| No Contest | 18-8-2 (1)  | Yoshihiro Akiyama | No Contest (calcio illegale)         | Yarennoka!                                         | 31 dicembre 2007  | 1     | 7:48  | Saitama, Giappone          |                                                      |
| Sconfitta  | 18–8-2      | Frank Trigg       | Decisione (unanime)                  | Pride 33: The Second Coming                        | 24 febbraio 2007  | 3     | 5:00  | Las Vegas, Stati Uniti     |                                                      |
| Vittoria   | 18–7-2      | Denis Kang        | Decisione (non unanime)              | Pride Bushido 13                                   | 5 novembre 2006   | 2     | 5:00  | Yokohama, Giappone         | Vince il torneo Pride 2006 Welterweight Grand Prix   |
| Sconfitta  | 17–7-2      | Paulo Filho       | Sottomissione (armbar)               | Pride Bushido 13                                   | 5 novembre 2006   | 1     | 9:43  | Yokohama, Giappone         | Pride 2006 Welterweight Grand Prix, Semifinale       |
| Vittoria   | 17–6-2      | Dan Henderson     | Decisione (unanime)                  | Pride Bushido 12                                   | 26 agosto 2006    | 2     | 5:00  | Nagoya, Giappone           | Pride 2006 Welterweight Grand Prix, Quarti di finale |
| Vittoria   | 16–6-2      | Phil Baroni       | Decisione (unanime)                  | Pride Bushido 11                                   | 4 giugno 2006     | 2     | 5:00  | Saitama, Giappone          | Pride 2006 Welterweight Grand Prix, Primo turno      |
| Sconfitta  | 15-6-2      | Dan Henderson     | Decisione (unanime)                  | Pride Bushido 10                                   | 2 aprile 2006     | 2     | 5:00  | Tokyo, Giappone            |                                                      |
| Vittoria   | 15–5-2      | Akira Shoji       | Sottomissione (ghigliottina)         | DEEP - 23 Impact                                   | 5 febbraio 2006   | 1     | 2:32  | Tokyo, Giappone            |                                                      |
| Sconfitta  | 14-5-2      | Daniel Acácio     | Decisione (unanime)                  | Pride - Bushido 8                                  | 17 luglio 2005    | 2     | 5:00  | Nagoya, Giappone           |                                                      |
| Vittoria   | 14–4-2      | Flavio Luiz Moura | Sottomissione (north-south choke)    | Pancrase - Spiral 2                                | 6 marzo 2005      | 2     | 2:13  | Yokohama, Giappone         |                                                      |
| Sconfitta  | 13-4-2      | Nate Marquardt    | Decisione (unanime)                  | Pancrase - Brave 10                                | 7 novembre 2004   | 3     | 5:00  | Tokyo, Giappone            | Per il titolo dei Pesi Medi King of Pancrase         |
| Vittoria   | 13–3-2      | Ed Herman         | Sottomissione (triangolo di braccio) | Pancrase - 2004 Neo-Blood Tournament, Final        | 25 luglio 2004    | 2     | 3:31  | Tokyo, Giappone            |                                                      |
| Vittoria   | 12–3-2      | Jorge Patino      | Decisione (unanime)                  | Pride - Bushido 3                                  | 23 maggio 2004    | 2     | 5:00  | Yokohama, Giappone         | Debutto in Pride                                     |
| Vittoria   | 11–3-2      | Kiuma Kunioku     | KO Tecnico (ferita)                  | Pancrase - Brave 1                                 | 6 febbraio 2004   | 2     | 1:31  | Tokyo, Giappone            |                                                      |
| Parità     | 10-3-2      | Jake Shields      | Parità                               | Pancrase - Hybrid 10                               | 30 novembre 2003  | 3     | 5:00  | Tokyo, Giappone            |                                                      |
| Sconfitta  | 10-3-1      | Ricardo Almeida   | Decisione (maggioranza)              | Pancrase - 10th Anniversary Show                   | 31 agosto 2003    | 3     | 5:00  | Tokyo, Giappone            |                                                      |
| Vittoria   | 10–2-1      | Yuji Hisamatsu    | Sottomissione (rear naked choke)     | Pancrase - Hybrid 5                                | 18 maggio 2003    | 3     | 2:34  | Yokohama, Giappone         |                                                      |
| Parità     | 9–2-1       | Yuji Hisamatsu    | Parità                               | Pancrase - Hybrid 3                                | 8 marzo 2003      | 2     | 5:00  | Tokyo, Giappone            |                                                      |
| Vittoria   | 9–2         | Joe D'Arce        | KO Tecnico (pugni)                   | Pancrase - Hybrid 1                                | 26 gennaio 2003   | 2     | 4:51  | Tokyo, Giappone            |                                                      |
| Vittoria   | 8–2         | Masaya Kojima     | Sottomissione (armbar)               | Pancrase - Spirit 8                                | 30 novembre 2002  | 1     | 4:40  | Yokohama, Giappone         |                                                      |
| Vittoria   | 7–2         | Kousei Kubota     | Decisione (unanime)                  | Pancrase - 2002 Anniversary Show                   | 29 settembre 2002 | 3     | 5:00  | Yokohama, Giappone         |                                                      |
| Sconfitta  | 6–2         | Nate Marquardt    | KO Tecnico (braccio rotto)           | Pancrase - Spirit 3                                | 25 marzo 2002     | 1     | 0:29  | Tokyo, Giappone            |                                                      |
| Vittoria   | 6–1         | Ryuki Ueyama      | Decisione (unanime)                  | Pancrase - Spirit 2                                | 17 febbraio 2002  | 3     | 5:00  | Osaka, Giappone            |                                                      |
| Sconfitta  | 5–1         | Chris Lytle       | Decisione (unanime)                  | Pancrase - Proof 7                                 | 1º dicembre 2001  | 3     | 5:00  | Yokohama, Giappone         |                                                      |
| Vittoria   | 5–0         | Takaku Fuke       | KO (pugni)                           | Pancrase - Proof 6                                 | 30 ottobre 2001   | 1     | 0:08  | Tokyo, Giappone            |                                                      |
| Vittoria   | 4–0         | Hiroki Nagaoka    | Sottomissione (ghigliottina)         | Pancrase - 2001 Neo-Blood Tournament, Round 2      | 29 luglio 2001    | 2     | 1:21  | Tokyo, Giappone            |                                                      |
| Vittoria   | 3–0         | Seiki Ryo         | Decisione (non unanime)              | Pancrase - 2001 Neo-Blood Tournament, Round 2      | 29 luglio 2001    | 3     | 5:00  | Tokyo, Giappone            |                                                      |
| Vittoria   | 2–0         | Hikaru Sato       | Sottomissione (rear naked choke)     | Pancrase - 2001 Neo-Blood Tournament, Round 1      | 29 luglio 2001    | 1     | 4:08  | Tokyo, Giappone            |                                                      |
| Vittoria   | 1–0         | Kenichi Serizawa  | Decisione (unanime)                  | Pancrase - Neo Blood Tournament Elimination Rounds | 5 maggio 2001     | 3     | 5:00  | Tokyo, Giappone            |                                                      |